# Suncus ater
Suncus ater là một loài động vật có vú trong họ Chuột chù, bộ Soricomorpha. Loài này được Medway mô tả năm 1965.